# Johan Elf (handbollsspelare)
Johan Tommie Elf, född 26 mars 1987 i Hjo, är en svensk tidigare handbollsspelare (mittnia).
Elf kom till IFK Skövde 2003 från sin moderklubb HK Guldkroken. Under sina nio säsonger spelade han 121 matcher och lade 309 mål i elitserien. IFK Skövde var den enda klubb han representerade på elitnivå.
Han var med i svenska U21-landslaget som tog VM-guld 2007 i Makedonien. Han spelade 28 U-landskamper och gjorde 73 mål.